# André Valkering
André Valkering is een Nederlandse boogiewoogiepianist.
Hij heeft jarenlang opgetreden met de Boogie Aces, bestaande uit bassist Co van Calcar en drummer Jef Broersen. Tegenwoordig treedt hij op met bassist Toon Segers en drummer Paul Lagaay, voorheen begeleiders van Rob Hoeke.
In 1970 won hij het Nederlands Boogie Woogie Concours, in 1975 het Nationale Boogie Woogie en Blues Festival in Leiden.

## Discografie
- Elpees
  - André Valkering Boogie Aces: Frank & Jean (1977, Discofoon)
  - André Valkering Boogie and Blues group: Soul Squeeze (1984, EMI)
- Cd's
  - André Valkering & Eric-Jan Overbeek: Boogie Woogie Special (1993, Down South)